# UC100V
『UC100V』（UCひゃくボルト）は、日本のロックバンド、UNICORNの14作目のオリジナル・アルバム。2019年3月27日発売。発売元はKi/oon Music。

## 解説
約2年半ぶりのアルバム。初回生産限定盤(CD+DVD)、通常盤(CD)、完全生産限定アナログ盤が存在する。全収録曲のタイトルに"数字"を必ず用いることを条件に制作された。従って、先行シングル曲の「OH! MY RADIO」の表記が「OH! MY RAD10」に変更されている。

## 収録曲

### CD盤
| 全編曲: UNICORN。 |                              |            |            |                  |       |
| #                 | タイトル                     | 作詞       | 作曲       | ボーカル         | 時間  |
| 1.                | 「10Nuts」                   | ABEDON     | ABEDON     | UNICORN          | 1:32  |
| 2.                | 「ZERO」                     | ABEDON     | ABEDON     | ABEDON           | 5:20  |
| 3.                | 「大航海2020」               | EBI        | EBI        | EBI              | 3:21  |
| 4.                | 「1172」                     | 奥田民生   | 奥田民生   | 奥田民生         | 4:12  |
| 5.                | 「365歩のマッチョ」          | 手島いさむ | 手島いさむ | 手島いさむ       | 4:04  |
| 6.                | 「青十紅」                   | ABEDON     | ABEDON     | ABEDON           | 4:06  |
| 7.                | 「気まぐれトラスティーNo.1」 | 川西幸一   | 川西幸一   | 川西幸一         | 2:16  |
| 8.                | 「55」                       | 奥田民生   | 奥田民生   | 奥田民生         | 4:04  |
| 9.                | 「GET WIND 360°」            | EBI        | EBI        | EBI              | 5:05  |
| 10.               | 「うなぎ4のやきとり1」       | 奥田民生   | 奥田民生   | 奥田民生         | 2:49  |
| 11.               | 「OH! MY RAD10」             | 奥田民生   | ABEDON     | 奥田民生、ABEDON | 4:43  |
| 合計時間:         | 合計時間:                    | 合計時間:  | 合計時間:  | 合計時間:        | 41:32 |

## 曲解説
1. 10Nuts
ABEDONがUNICORNで「氣志團万博」に出演した際、同じく出演していた山下達郎のステージのオープニングSEを聴き、"コーラスがバッチリ入っていて雰囲気がすごく良かった"と触発されて制作されたアルバムのオープニング楽曲。
2. ZERO
2月25日、先行配信リリース。
アルバム用の曲出しが一旦終了した後、アッパー系の楽曲に挑戦した方が良いと考えたABEDONが追加で制作した楽曲。打ち込みのドラムと生ドラムがミックスされている。
3. 大航海2020
4. 1172
3月12日、先行配信リリース。
タイトルの読み方は"イチイチナナニ"。"1173"(いい波)から何かが足りないというニュアンスで1を引きこのタイトルとなり、仮タイトルも「1173-1」であった。
5. 365歩のマッチョ
最後のサビ部分のコーラスのみ"366回"と歌われており、直後にEBIによる「うるう年かいっ!」という台詞が収録されている。
6. 青十紅
タイトルの読み方は"あおとあか"。
7. 気まぐれトラスティーNo.1
ABEDONがUNICORNの楽曲としては初めてドラムを担当した。
サビのコーラスはクレジットではEBIとなっているが実際にはABEDONが担当している。
8. 55
三菱電機「夢を追う人 篇」CMソング。
元広島東洋カープのブラッド・エルドレッドをテーマにした楽曲。
ABEDONが当時最先端のシンセサイザー「ROLI」を使用している。
9. GET WIND 360°
ドラムのアレンジに関してABEDONから川西に"ハイハットは使わずに、キックとスネアを使ってビートをやってくれ"というリクエストがあった。
10. うなぎ4のやきとり1
タイトルの由来はレコーディングスタジオでメンバーが食べる弁当のことで、手島がうなぎを食べられないことからやきとり弁当を注文するためこのタイトルとなった。
11. OH! MY RAD10
「J-WAVE30th ANNIVERSARY SONG」として書き下ろされた楽曲。
リリース当初は"UNICORN初の奥田とABEDONのツインボーカル曲"と銘打たれていたが、実際には初のツインボーカル曲は1989年にリリースされた「人生は上々だ」である。
イントロのギターのピックスクラッチはレコーディングでは川西が担当している。

## 演奏
- ABEDON
  - Vocal (#1.2.6.11)
  - Chorus (#3.5.7.9.10)
  - Electric Guitar (#1.5)
  - Keyboards (#1)
  - Synthesizer (#2)
  - Bass (#3)
  - Organ (#4)
  - Acoustic Piano (#6.9)
  - Drums, Handclap (#7)
  - ROLI (#9)
  - Mellotron (#10.11)
- EBI
  - Vocal (#1.3.9)
  - Chorus (#2.5.6.7.10)
  - Bass (#1.2.4-8.10.11)
  - Acoustic Guitar (#3)
  - Electric Guitar (#9)
  - Handclap (#7)
- 奥田民生
  - Vocal (#1.4.8.10.11)
  - Chorus (#2.3.5.6.7.9)
  - Percussion (#1.10)
  - Electric Guitar (#2-8.10.11)
  - Tambourine (#3.7.11)
  - Guiro (#4)
  - Maracas (#5)
  - Handclap (#7)
  - Bass (#9)
- 川西幸一
  - Vocal (#1.7)
  - Chorus (#5)
  - Drums (#1-6.8.9.10.11)
  - Handclap (#7)
  - Cymbal, Shaker (#10)
  - Electric Guitar (#11)
- 手島いさむ
  - Vocal (#1.5)
  - Electric Guitar (#1.2.3.5.6.7.8.11)
  - Gut Guitar (#4)
  - Handclap (#7)
  - Acoustic Guitar (#9.10)
  - Sitar (#10)
- HIRO：Handclap (#7)